# 동성케미컬
주식회사 동성케미컬은 대한민국의 지주회사이자 화학소재 기업이다.

## 역사
- 1959년 - 동성화학공업사 설립
- 1967년 - 주식회사로 전환
- 1988년 - 증권거래소에 상장
- 1991년 - 1억불 수출의 탑을 수상
- 1994년 - 동성화학으로 사명변경
- 2008년 - 투자부문을 물적분할 동성홀딩스 설립
- 2021년 - 동성화학과 합병 동성케미컬이 됨.
- 2025년 - 주당 0.01주의 주식배당을 함.[2]